# Општина Делешти (Васлуј)
Делешти (рум. Deleşti) општина је у Румунији у округу Васлуј.
Oпштина се налази на надморској висини од 203 m.